# Jesse Edwards
Jesse David Edwards (Amsterdam, 18 maart 2000) is een Nederlands basketballer die speelt als center voor de Minnesota Timberwolves.

## Carrière
Edwards speelde collegebasketbal voor de Syracuse Orange van 2019 tot 2023 en voor de West Virginia Mountaineers tijdens het seizoen 2023/24. In 2022 maakte hij deel uit van de Nederlandse selectie tijdens Eurobasket 2022.  Hij stelde zich in 2024 beschikbaar voor de NBA draft waarin hij niet werd gekozen. Op 9 juli 2024 tekende Edwards een two-waycontract bij de Minnesota Timberwolves. Tijdens het seizoen NBA 2024/25 speelde Edwards voor de Iowa Wolves, het geaffilieerde team van de Timberwolves in de NBA G League. 

## Statistieken
| Legenda | Legenda                | Legenda | Legenda                 | Legenda | Legenda               |
| ------- | ---------------------- | ------- | ----------------------- | ------- | --------------------- |
| WG      | Wedstrijden gespeeld   | WS      | Wedstrijden als starter | MPW     | Minuten per wedstrijd |
| FG%     | Fieldgoal-percentage   | 3P%     | Drie-punterpercentage   | VW%     | Vrije-worppercentage  |
| RPW     | Rebounds per wedstrijd | APW     | Assists per wedstrijd   | SPW     | Steals per wedstrijd  |
| BPW     | Blocks per wedstrijd   | PPW     | Punten per wedstrijd    | Vet     | Hoogste in carrière   |

### Regulier NBA-seizoen
| Seizoen  | Team                   | WG | WS | MPW | FG% | 3P% | FW% | RPW | APW | SPW | BPW | PPW |
| -------- | ---------------------- | -- | -- | --- | --- | --- | --- | --- | --- | --- | --- | --- |
| 2024/25  | Minnesota Timberwolves | 2  | 0  | 2,5 | 0   | 0   | 0   | 0   | 0,5 | 0   | 0   | 0   |
| Carrière | Carrière               | 2  | 0  | 2,5 | 0   | 0   | 0   | 0   | 0,5 | 0   | 0   | 0   |